# Alsens Tongrube
Alsens Tongrube bezeichnet den südlichen von zwei Tagebaurestlöchern der Firma Alsen im Kreis Steinburg im deutschen Bundesland Schleswig-Holstein östlich der Ortschaft Wacken. Der See ist ca. 15 ha groß.

## Beschreibung
An der westlichen Seite des Sees befindet sich eine Badestelle, auch ein Parkplatz mit Rastmöglichkeit ist vorhanden. An der östlichen Seite liegt ein Restaurant. 
Die Agethorster Drahtseilbahn, auch Alsensche Drahtseilbahn, abgekürzt ADSB genannt, war eine der längsten Industrieseilbahnen Europas und verband die Alsenschen Tongruben in den Gemeinden Wacken, Agethorst und Nienbüttel mit dem Zementwerk Alsen in Itzehoe. Sie wurde vom Unternehmen Adolf Bleichert & Co. erstellt, hatte eine Gesamtlänge von 13,5 Kilometern und blieb bis 1977 in Betrieb.

## Bilder

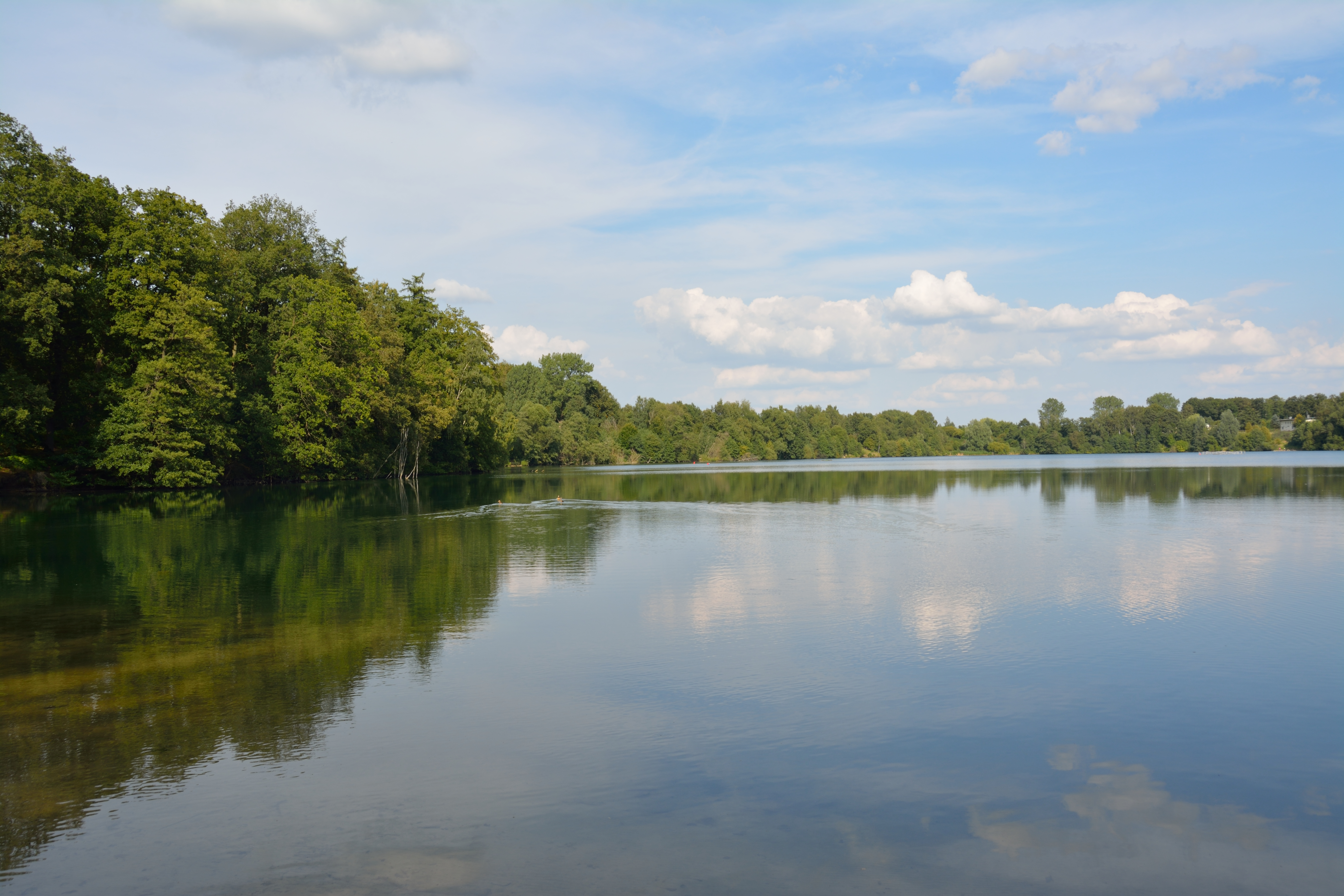
Blick über den See
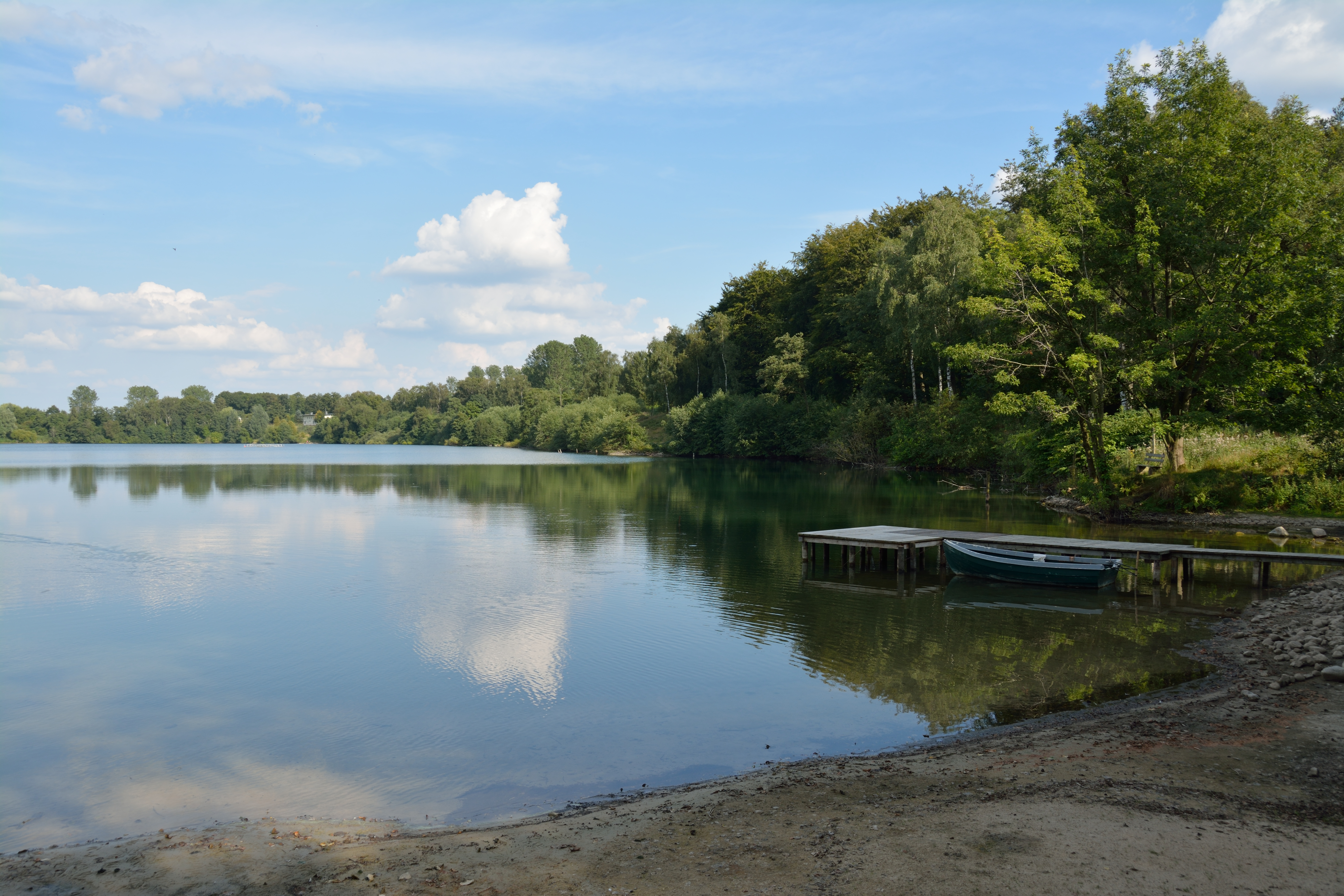
Die Badestelle
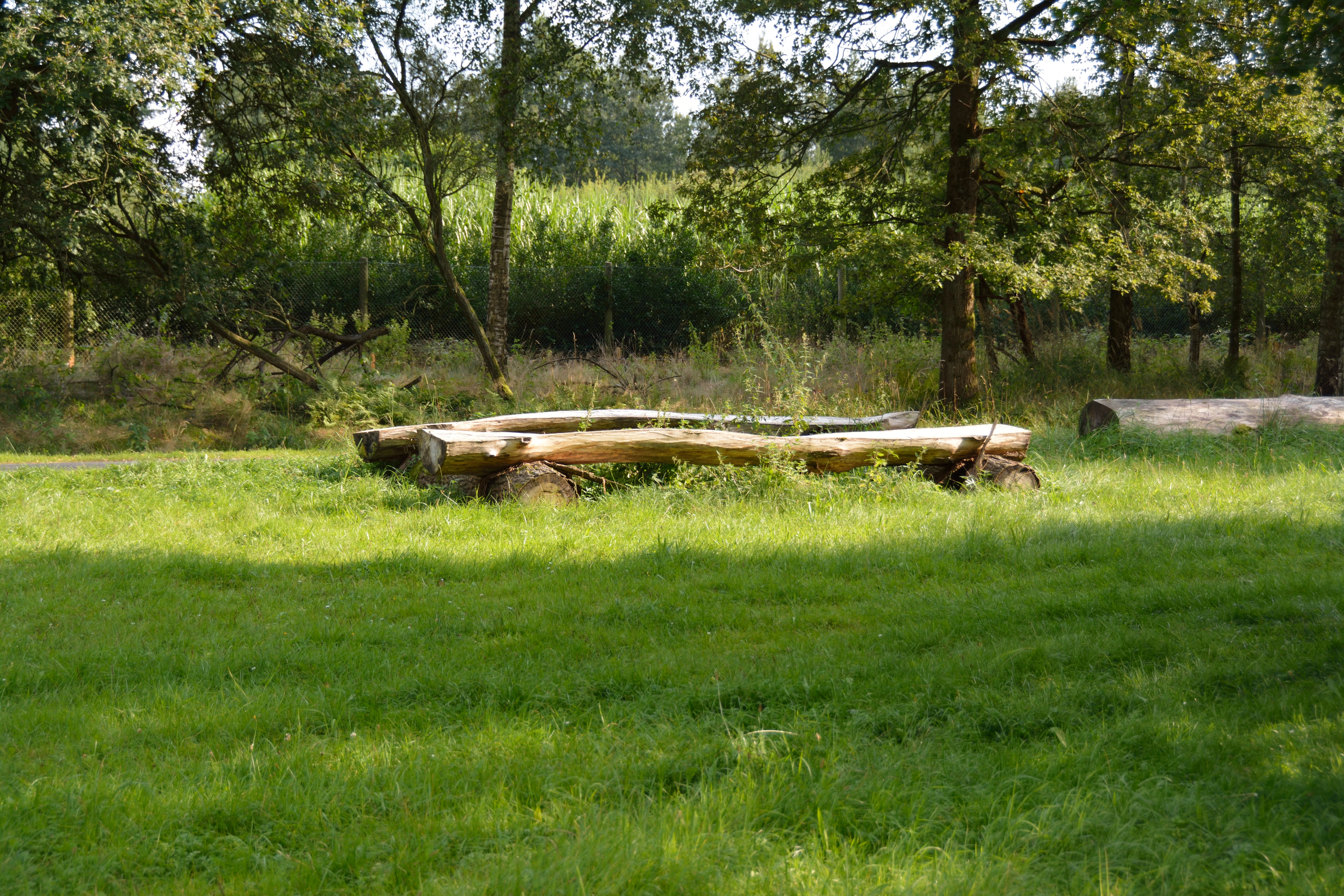
Rastplatz